# Alexandre Gaillard
Pour les articles homonymes, voir Gaillard.
Alexandre Gaillard est un dessinateur de bande dessinée français né le 27 Septembre 1974 à Bezons (Oise)[réf. souhaitée].

## Œuvre
- Dieppe entre terre, ciel & mer - Between land, sky & sea scénario d'Anne Surest, dessins collectifs, Association Normande de Bande Dessinée, 2009
- Histoires et légendes normandes, scénario de Raphaël Tanguy, Association l'Eure du Terroir
  1. L'Empreinte du Malin, dessins d'Alexandre Gaillard, Thierry Olivier, Marc Charbonnel, Philippe Bringel, Mika, Juan María Córdoba, Christelle Pécout, 2008  (ISBN 978-2-9533278-0-9)
  2.  Petites Fées et Grandes Dames, dessins de Sylvain Chevalier, Marc Charbonnel, Charline, Alexandre Gaillard, Juan María Córdoba, Didier Ray, Jeff Baud et Marcel Uderzo, 2011  (ISBN 978-2-9533278-5-4)
  3. Féeries et Goublineries, co-scénario de Juan María Córdoba et Céka, dessins de Juan María Córdoba, Nicolas Desrues, Jeff Baud, Mika, Ludovic Souillard, Alexandre Gaillard, Marc Charbonnel, Marcel Uderzo et Sylvain Chevalier, 2013  (ISBN 978-2-9533278-8-5)
- Jules Verne - Voyages extraordinaires, Clair de Lune, collection Voyages Extraordinaires
  1.  L'École des Robinsons, scénario de Joffrey Dachelet, dessins d'Alexandre Gaillard, 2010  (ISBN 978-2-353-25206-0)
- Mont Saint Michel - Histoires et légendes, scénario de Raphaël Tanguy et Céka, dessins de Gwendolyn Levier, Didier Ray, Juan María Córdoba, Olivier Brazao, Nicolas Desrues, Jeff Baud, Jacky Clech', André Houot, Cédric Pérez, Thierry Olivier, Marc Charbonnel, Sylvain Chevalier et Alexandre Gaillard, Association l'Eure du Terroir, collection Histoires et Légendes, 2012  (ISBN 978-2-9533278-6-1)
- Renart, scénario d'Erwan, dessins d'Alexandre Gaillard, Gloum, Samuel Figuière et Gibie, Clair de Lune, collection Îlot
  1. Tome 1, 2007  (ISBN 978-2-353-25020-2)
  2. Tome 2, 2008  (ISBN 978-2-353-25040-0)
  3. Tome 3, co-dessins de Jeff Baud, 2009  (ISBN 978-2-353-25077-6)